# Trichoceraea semperi
Trichoceraea là một chi bướm đêm thuộc họ Crambidae. Chi này chỉ gồm một loài Trichoceraea semperi, thường được tìm thấy ở Philippines.